# Тейона Перріс
Тейона Парріс (англ. Teyonah Parris; нар. 22 вересня 1987) — американська акторка. Вона розпочала свою кар'єру, граючи роль Дон Чемберс у серіалі «Божевільні» (2012–2015). У 2015 році Парріс знялась у сатиричному драматичному фільмі «Чірак» режисера Спайка Лі. 

## Життя та кар'єра
Парріс народилася і виросла в Гопкінсі, штат Південна Кароліна, де відвідувала Школу гуманітарних і гуманітарних наук губернатора Південної Кароліни, перш ніж пізніше відвідувала та закінчила Джуїльярдську школу. Вона дебютувала на телебаченні в 2010 році, з головною роллю знялася в ролі «The Good Wife». У 2012 році її зняли у ролі Світанку Чемберс у драматичному серіалі AMC «Mad Men. Вона зіграла першого великого афро-американського персонажа на «Mad Men».
У 2014 році Парріс зіграла свою проривну роль у незалежному фільмі «Шановні білі люди». Пізніше того ж року Перріс почала зніматись у комедійному серіалі «Старз», «Рекорд».
У 2015 році Парріс отримала головну роль у сатиричному драматичному фільмі Chi-Raq режисера Спайка Лі. Вона отримала свою першу нагороду NAACP Image за видатну актрису в номінації «Кінофільм» для цього фільму.
Парріс зіграла головну роль у «Дітей грають» режисера Лейлі Джансі, а також знялася разом з Девідом Оєлово в «П'яти ночах» в штаті Мен. Пізніше в 2015 році вона зіграла співака R&B / Jazz Мікі Говарда в біографії «Miki Howard Story». 
У 2016 році Парріс відіграла головного персонажа у драматичному фільмі періоду «Дівчина-солдат Буффало» про жінку, яка переодягнена у чоловіка, заручилася та воювала з епохою Африканської Америки після громадянської війни як солдат Буйвола. 
У 2017 році, вона була другорядна роль на Fox прайм — тайм мильної опери Імперія гри Детектив Памела Роуз. На початку 2018 року Парріс знялась у головній ролі на пілотного драма CBS «Вбивство». Також того ж року вона знялась у драматичному фільмі, написаному Баррі Дженкінсом, «Якщо Білл Стріт могла говорити».
Паріс зіграла дорослу Моніку Рамбо з фільму Кіновсесвіту Marvel «Капітан Марвел» на Disney+ у серіалі «ВандаВіжн».

## Фільмографія

### Фільми
| Рік  | Назва                                     | Роль                     | Примітки |
| ---- | ----------------------------------------- | ------------------------ | --- |
| 2010 | Імперський куточок                        | Алма                     | Короткометражний фільм |
| 2010 | Ву мертвий                                | Алма                     | Короткометражний фільм |
| 2010 | Звідки ти знаєш?                          | Ріва                     | |
| 2013 | Малюнок тебе                              | Міка                     | |
| 2014 | Шановні білі люди                         | Коландреа «Коко» Коннерс | Black Reel Award за найкращий прорив Номінація - Black Reel Award за найкращу жіночу роль другого плану                                                                                         |
| 2014 | Вони прийшли разом                        | Ванда                    | |
| 2015 | П'ять ночей у штаті Мен                   | Пенелопа                 | |
| 2015 | Де грають діти                            | Белліссіма Маккейн       | |
| 2015 | Чірак                                     | Лисистрата               | African-American Film Critics Association Award за найкращу жіночу роль Номінація - Black Reel Award за найкращу жіночу роль Номінація - NAACP Image Award за найкращу жіночу роль в кінофільмі |
| 2016 | 90 днів                                   | Джессіка                 | Короткометражний фільм Приз журі Hollywood Film Festival за найкращу жіночу роль |
| 2018 | Якби Біл-стріт могла заговорити           | Ернестін Ріверс          | |
| 2019 | Пряма наводка, прямо, рішуче, категорично | Тарін                    | |
| 2020 | Чарівні міські королі                     | Террі                    | |
| 2020 | Фотографія                                | Азія                     | |
| 2021 | Кендімен                                  | Бріанна Картрайт         | |
| 2023 | Вони клонували Тайрона                    | Йо-Йо                    | |
| 2023 | Марвели                                   | Моніка Рамбо             | |

### Телебачення
| Рік       | Назва                                               | Роль                 | Примітки |
| --------- | --------------------------------------------------- | -------------------- | --- |
| 2010      | Гарна дружина                                       | Мелінда Госсет       | Епізод: "Подвійна небезпека" |
| 2012–2015 | Божевільні                                          | Світанні палати      | Повторна роль, 22 епізоди Номінація - Screen Actors Guild Award за найкращий ансамбль в драматичному серіалі                                                        |
| 2013      | CSI: Місце злочину                                  | Карен Бранстон       | Епізод: "Візьми гроші і біжи" |
| 2014–2017 | Покаяння вцілілого                                  | Місі Вон             | Серіал регулярний, 36 епізодів |
| 2016      | Кохання під новим управлінням: історія Мікі Говарда | Мікі Говард          | Також продюсер Номінація - Black Reel Award за найкращу жіночу роль в телефільм або мінісеріалі Номінація - Black Reel Award за найкращий телефільм або мінісеріалі |
| 2017      | Імперія                                             | Детектив Памела Роуз | 6 епізодів |
| 2018      | Вбивство                                            | Дет. Озеро Аяна      | Пілотний епізод |
| 2021      | ВандаВіжн                                           | Моніка Рамбо         | 7 епізодів |